# 13.ª edición de los Premios Grammy
La 13.ª edición de los Premios Grammy se celebró el 16 de marzo de 1971 en el Hollywood Palladium de Los Ángeles, en reconocimiento a los logros discográficos alcanzados por los artistas musicales durante el año anterior. El evento fue presentado por Andy Williams y fue televisado por primera vez en Estados Unidos por ABC.

## Ganadores

### Generales
- Grabación del año
  - Roy Halee (productor), Simon & Garfunkel (productores e intérpretes) por "Bridge over Troubled Water"
- Álbum del año
  - Roy Halee (productor), Simon & Garfunkel (productores e intérpretes) por Bridge over Troubled Water
- Canción del año
  - Paul Simon (compositor); Simon & Garfunkel (productores e intérpretes) por "Bridge over Troubled Water"
- Mejor artista novel
  - The Carpenters

### Clásica
- Mejor interpretación clásica - Orquesta
  - Pierre Boulez (director) & Orquesta de Cleveland por Stravinsky: Le Sacre du Printemps
- Mejor interpretación vocal solista
  - Dietrich Fischer-Dieskau por Schubert: Lieder
- Mejor grabación de ópera
  - Erik Smith (productor), Colin Davis (director), Royal Opera House Orchestra & Chorus & varios artistas por Berlioz: Les Troyens
- Mejor interpretación coral (que no sea ópera)
  - Gregg Smith (director de coro), Gregg Smith Singers & Columbia Chamber Ensemble por Ives: New Music of Charles Ives
- Mejor interpretación - Solista o solistas instrumentales (con o sin orquesta)
  - George Szell (director), David Oistrakh, Mstislav Rostropovich & Cleveland Orchestra por Brahms: Double Concerto (Concerto in A Minor for Violin and Cello)
- Mejor interpretación de música de cámara
  - Eugene Istomin, Leonard Rose & Isaac Stern por Beethoven: The Complete Piano Trios
- Álbum del año - Clásica
  - Erik Smith (productor), Colin Davis (director), Royal Opera House Orchestra & Chorus & varios artistas por Berlioz: Les Troyens

### Comedia
- Mejor interpretación de comedia
  - Flip Wilson por The Devil Made Me Buy This Dress

### Composición y arreglos
- Mejor tema instrumental
  - Alfred Newman (compositor) por "Airport Love Theme"
- Mejor banda sonora original de película o especial de televisión
  - George Harrison, John Lennon, Paul McCartney & Ringo Starr (compositores); The Beatles (intérpretes) por Let It Be
- Mejor arreglo instrumental
  - Henry Mancini (arreglista) por "Theme From Z"
- Mejor arreglo de acompañamiento para vocalista(s)
  - Larry Knechtel & Paul Simon (arreglistas); Simon & Garfunkel (intérpretes) por "Bridge over Troubled Water"

### Country
- Mejor interpretación vocal country, femenina
  - Lynn Anderson por "Rose Garden"
- Mejor interpretación vocal country, masculina
  - Ray Price por "For the Good Times"
- Mejor interpretación country, duo o grupo - vocal o instrumental
  - Johnny Cash & June Carter por "If I Were a Carpenter"
- Mejor interpretación instrumental country
  - Chet Atkins & Jerry Reed por Me and Jerry
- Mejor canción country
  - Marty Robbins (compositor) por "My Woman, My Woman, My Wife"

### Espectáculo musical
- Mejor álbum de espectáculo con reparto original
  - Stephen Sondheim (compositor), Thomas Z. Shepard (productor) & el reparto original (Dean Jones, Barbara Barrie, George Coe, Teri Rolston, John Cunningham & Beth Howland) por Company

### Folk
- Mejor grabación étnica o tradicional (incluyendo blues tradicional)
  - T-Bone Walker por Good Feelin'

### Gospel
- Mejor interpretación gospel
  - The Oak Ridge Boys por "Talk About the Good Times"
- Mejor interpretación gospel soul
  - Edwin Hawkins & Edwin Hawkins Singers por "Every Man Wants To Be Free"
- Mejor interpretación sagrada (no clásica)
  - Jake Hess (intérprete); Ray Stevens (compositor) por "Everything is Beautiful"

### Hablado
- Mejor grabación hablada
  - Martin Luther King, Jr. por Why I Oppose the War in Vietnam

### Infantil
- Mejor grabación para niños
  - Joan Cooney & Thomas Z. Shepard (productores); The Muppets (intérpretes) por Sesame Street

### Jazz
- Mejor interpretación jazz - grupo pequeño o solista con grupo pequeño (instrumental)
  - Bill Evans por Alone
- Mejor interpretación jazz - grupo grande o solista con grupo grande (instrumental)
  - Miles Davis por Bitches Brew